# Floridsdorf metróállomás
Floridsdorf egy metróállomás Bécsben, az U6-os vonalon.

## Szomszédos állomások
A metróállomáshoz az alábbi állomások vannak a legközelebb:
- Neue Donau

## Átszállási kapcsolatok
| U6 (Floridsdorf ↔ Siebenhirten) |                                                          |                         |
| Állomás                         | Átszállási kapcsolatok                                   | Fontosabb létesítmények |
| Floridsdorf                     | S1 , S2 , S3 , S4 , S7 25, 26, 30, 31 28A, 29A, 33A, 34A |                         |